# Touch the World
Albums de Earth, Wind & Fire
Electric Universe
(1983) Heritage
(1990)
Singles
1. System of Survival
Sortie : 22 septembre 1987
2. You and I
Sortie : 1er décembre 1987
3. Thinking of You
Sortie : 5 janvier 1988
4. Evil Roy
Sortie : 22 mars 1988

Touch the World est le quatorzième album studio du groupe américain Earth, Wind and Fire, sorti le 30 octobre 1987 chez Columbia Records,.

## Contexte et enregistrement
L'album marque le retour d'Earth, Wind and Fire après une pause de quatre ans, l'album précédent du groupe, Electric Universe, étant sorti en 1983. Maurice White reforme le groupe en 1987 en faisant revenir des membres de longue date comme Verdine White, Philip Bailey, Andrew Woolfolk et Ralph Johnson. Touch the World marque également les débuts de l'ancien guitariste des Commodores, Sheldon Reynolds, au sein du groupe, tandis que Sonny Emory prend la place de batteur.
Touch the World est produit par Maurice White, leader du groupe. Des artistes tels que George Duke, Marc Russo et Ricky Lawson des Yellowjackets, Jeff Porcaro de Toto et Edwin Hawkins, Walter Hawkins et Lynette Hawkins Stephens de The Hawkins Family ont participé à l'album.

## Accueil
L'album a notamment atteint la troisième place du classement Billboard Top Black Albums et la 33e place du classement Billboard 200. Touch the World a été certifié disque d'or aux États-Unis par la Recording Industry Association of America.
Touch the World a été nommé pour un Soul Train Music Award dans la catégorie du « meilleur album R&B/soul de l'année ».

## Liste des titres
| 1. | System of Survival              | Skylark                                            | 4:59 |
| 2. | Evil Roy                        | - Philip Bailey - Attala Zane Giles - Allee Willis | 4:51 |
| 3. | Thinking of You                 | - Wayne Vaughn - Wanda Vaughn - Maurice White      | 4:41 |
| 4. | You and I                       | - Mark Mueller - Robbie Nevil                      | 4:03 |
| 5. | Musical Interlude: New Horizons | Bill Meyers                                        | 2:01 |

| 6.  | Money Tight                  | - Danny Sembello - White - Willis       | 4:36 |
| 7.  | Every Now and Then           | - Jon Lind - Brock Walsh                | 4:21 |
| 8.  | Touch the World              | Rev. Oliver W. Wells                    | 5:15 |
| 9.  | Here Today and Gone Tomorrow | - Bailey - Marti Sharron - Glen Ballard | 3:59 |
| 10. | Victim of the Modern Heart   | Ian Prince                              | 3:48 |

## Personnel
- Maurice White  – chant, chœurs, vocodeur
- Philip Bailey – chant, chœurs
- Attala Zane Giles – arrangements, guitare, chœurs, synthétiseur, programmation
- Bill Meyers – arrangement, composition, claviers, programmation, piano
- Rev. Oliver Wells – arrangement
- George Duke – arrangement, piano
- Danny Sembello – programmation de batterie, programmation
- Jeanette Williams, Wanda Vaughn – chœurs
- Wayne Vaughn – coproducteur, Séquencement des compositeurs –
- The Hawkins Family – chœurs
- Nathan East – basse
- Dan DeSouza – batterie, claviers, programmation
- Ricky Lawson – batterie (6, 8, 9)
- Jeff Porcaro – batterie (4, 7)
- Preston Glass – guitare électrique, synthétiseur, programmation de batterie
- Paul Jackson Jr. – guitare
- Ray Fuller – guitare
- Sheldon Reynolds – guitare
- Skylark – compositeur, programmation de batterie, Synthesizer, Backing Vocals –
- Gary Grant, Marc Russo, Wayne Wallace – cuivres
- Jerry Hey – cuivres, arrangements
- Rhett Lawrence – programmation, programmation de batterie, Sequencing
- Larry Williams – programmation, claviers
- Andrew Woolfolk – saxophone, soliste[12]

### Production
- Direction artistique – Tony Lane, Nancy Donald
- Ingénieur du son – Paul Brown
- Mixage – Dave Rideau
- Coproduction – Philip Bailey (A2, B4, B5), Wayne Vaughn (A3)
- Photographie – Max Aguilera Hellweg
- Production – Bill Meyers (A5), Maurice White (A1–A4, B1–B5), Preston Glass (A1)

Crédits adaptés du livret de l'album.

## Classements et certifications
| Classement (1987–88)                    | Meilleure position |
| --------------------------------------- | ------------------ |
| Allemagne de l'Ouest (Media Control)    | 42                 |
| Canada (RPM 50 Albums)                  | 93                 |
| États-Unis (Billboard 200)              | 33                 |
| États-Unis (Top Black Albums)           | 3                  |
| Finlande (Suomen virallinen albumlista) | 39                 |
| Japon (Oricon)                          | 21                 |
| Pays-Bas (Mega Album Top 100)           | 17                 |
| Royaume-Uni (Blues & Soul Soul Albums)  | 16                 |
| Suède (Sverigetopplistan)               | 20                 |
| Suisse (Schweizer Hitparade)            | 25                 |

| Classement (1988)             | Position |
| ----------------------------- | -------- |
| États-Unis (Top Black Albums) | 12       |

### Certifications
| Région                                | Certification | Ventes/Streams |
| ------------------------------------- | ------------- | -------------- |
| États-Unis (RIAA)                     | Or            | 500 000^       |
| ^Mise en rayon selon la certification |               |                |